# Praktická žena
KREATIV Praktická žena je český časopis, který vydává Astrosat Media jako dvouměsíčník (do roku 2015 měsíčník). V letech 1968–2001 vycházel pod názvem Praktická žena, v letech 2001–2015 Moderní praktická žena, od roku 2015 jako KREATIV Praktická žena. Časopis se zaměřuje na ženy mezi 30-45 lety z vyšší příjmové skupiny. Obsahuje například články o novinkách na trhu, módě, zahradnictví, cestování, vaření, bydlení, návody na vlastní výtvory. V roce 2015 průměrná čtenost činila 97 tisíc čtenářů na vydání.